# Juan II de la Cueva
Juan II de la Cueva (Úbeda, ca. 1425–1474) fue un caballero castellano, primer señor de la villa y estado de Solera, tronco del ducado de Santisteban del Puerto y del marquesado de Solera. Fue además, señor de la casa de la Cueva, caballero de la Orden de Santiago, comendador de Bedmar y Albanchez en la misma Orden, y señor de la Torre de Garci Fernández y de la Torre de Pero Gil.

## Biografía
Fue hijo primogénito de Diego Fernández de la Cueva, vizconde de Huelma, y por ello hermano de Beltrán de la Cueva, gran privado de Enrique IV de Castilla y primer duque de Alburquerque, y de Gutierre de la Cueva, obispo de Palencia y conde de Pernía. Su madre fue Mayor Alfonso de Mercado, señora de la Torre de Pero Gil y de la Casa de Mercado.
Antonio Rodríguez Villa en su obra mantiene que cuando Enrique IV de Castilla estuvo alojado en la casa familiar de Úbeda, motivo por el cual su hermano Beltrán de la Cueva llegó a la corte castellana, el monarca solicitó que le acompañase como paje este caballero en vez de su hermano Beltrán, pero que el padre le pidió que no fuese Juan, pues era su hijo primogénito, quien debía heredar su casa y mayorazgo.
En 1458 puso a las órdenes de Alonso Martín de Ortega un grupo de soldados para llevar a cabo de nuevo la reconquista de la villa de Solera, que había sido ocupada dos años antes por las fuerzas nazaríes. Tras este hecho, el rey le concedió el señorío de la villa, sobre la que fundó el mayorazgo de su nombre, cuyos sucesores obtuvieron primeramente el ducado de Santisteban del Puerto y finalmente el señorío fue elevado al marquesado de Solera. Se encargó entre 1464 y 1465 junto a su padre, Diego Fernández de la Cueva, de que el Reino de Jaén continuara en paz y en servicio del rey.

## Matrimonio y descendencia
Contrajo matrimonio en Úbeda con Leonor de San Martín, hija de Rodrigo de San Martín, descendiente de los conquistadores de Baeza y Úbeda, de quienes hubieron por hijos:
- Luis I de la Cueva, segundo señor de Solera y cabeza de la Casa de la Cueva.
- Diego Fernández de la Cueva, que casó con María de Viedma y Rivera, señora de la Casa del Villarejo y de las heredades del Donadío y Villarpardillo.
- Juan de la Cueva, que falleció siendo joven.
- Argenta Fernández de la Cueva, que casó en Úbeda con Diego Fernández de Iranzo, hermano uterino de Miguel Lucas de Iranzo, quinto condestable de Castilla.
- María de la Cueva, casada en Baeza con el capitán Diego de Corvera.